# Матичак Віталій Володимирович
Віталій Володимирович Матичак (9 жовтня 2003, м. Тернопіль — 15 жовтня 2022) — український військовослужбовець, солдат 10 ОГШБр Збройних сил України, учасник російсько-української війни. Почесний громадянин міста Тернополя (2022, посмертно).

## Життєпис
Віталій Матичак народився 9 жовтня 2003 року в місті Тернополі.
У 2021 році закінчив Тернопільське вище професійне училище технологій та дизайну за спеціальністю «виробник художніх виробів з дерева».
Служив у 10-й окремій гірсько-штурмовій бригаді в саперному відділенні.
Від 27 листопада 2021 року військовослужбовець Збройних сил України. Загинув 15 жовтня 2022 року при виконанні бойового завдання. Похований 19 жовтня 2022 року на Алеї Героїв Микулинецького кладовища м. Тернопіль.

## Нагороди
- почесний громадянин Тернопільської области (2025, посмертно)[1];
- почесний громадянин міста Тернополя (14 листопада 2022, посмертно)[2][3].